# Église Saint-Julien-le-Vieux de Mosset
Pour les articles homonymes, voir église Saint-Julien.
L'église Saint-Julien-le-Vieux de Mosset est une église romane en ruines située à Mosset, dans le département français des Pyrénées-Orientales.